# Saint-Saturnin (Puy-de-Dôme)
Saint-Saturnin é uma comuna francesa na região administrativa de Auvérnia-Ródano-Alpes, no departamento de Puy-de-Dôme. Estende-se por uma área de 16,86 km². Em 2010 a comuna tinha 1 244 habitantes (densidade: 73,8 hab./km²).
Pertence à rede das As mais belas aldeias de França.